# Румунська мова в Сербії
| 1–5% 5–10% 10–15% | 15–25% 25–35% over 35% |

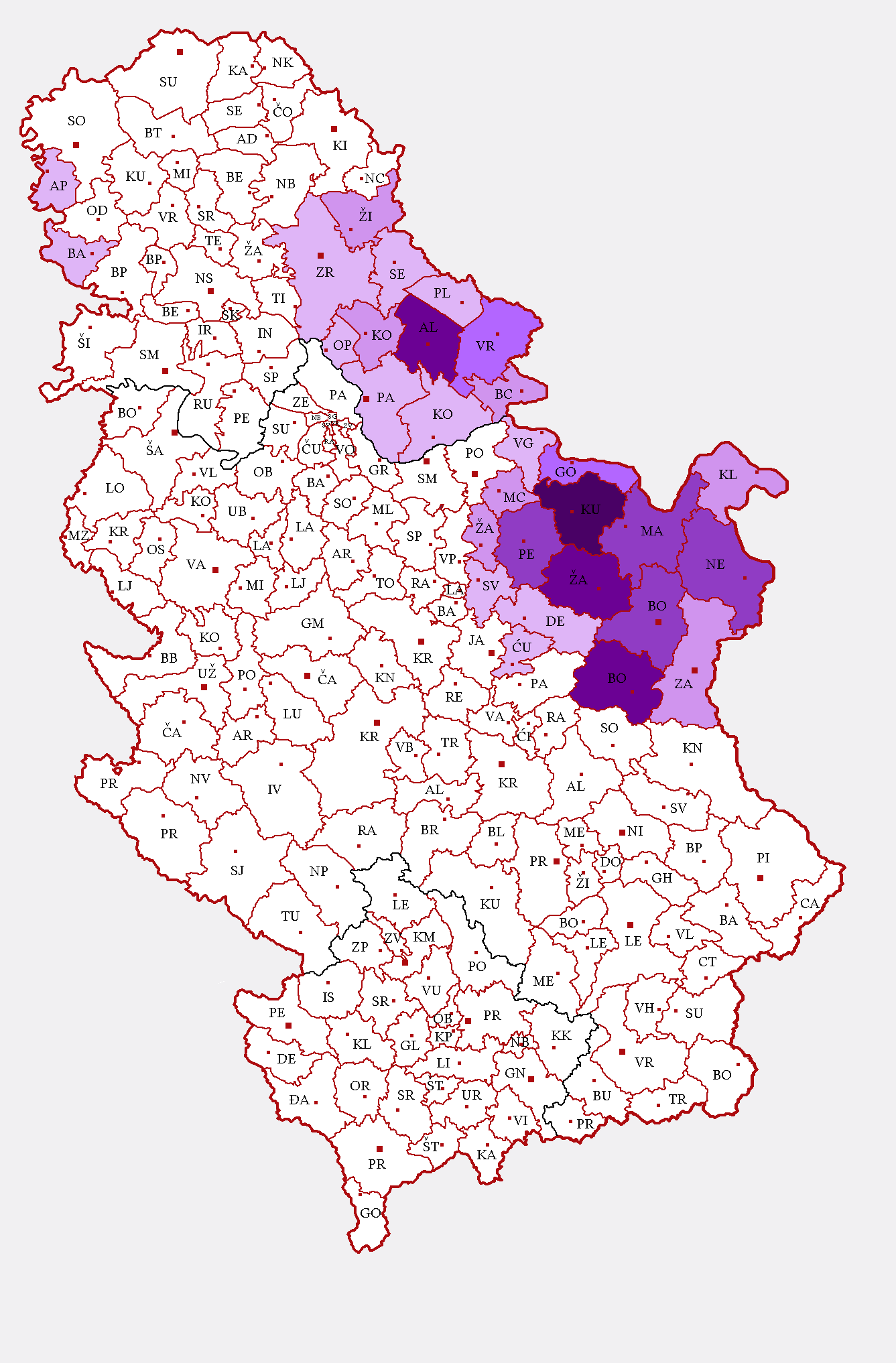
Карта муніципалітетів Сербії, де румунська або влахська мова була оголошена рідною в сербському переписі 2002 року.

У Сербії широко поширена румунська мова. У цій країні проживає велика кількість корінного румунськомовного населення, яке можна розділити на етнічних румун в автономному регіоні Воєводина та влахів Тимощини, географічного регіону в Центральній Сербії. Перші говорять на банатському румунському діалекті, ідентифікуються як румуни і мають повні права в автономному регіоні. Насправді румунська мова є однією з шести офіційно визнаних мов Воєводини. З іншого боку, влахи розмовляють архаїчними різновидами банатських та олтенських діалектів, але вони не ідентифікуються як румуни, а їхня мова також не визнається румунською в Сербії. У країні «влаську мову» спробували стандартизувати, аби вона для влахів існувала разом із кирилицею. Це розкритикували в Румунії, а спроби передати тимоцьким влахам ресурси та освіту румунською мовою були заблоковані сербською владою.

## Воєводина

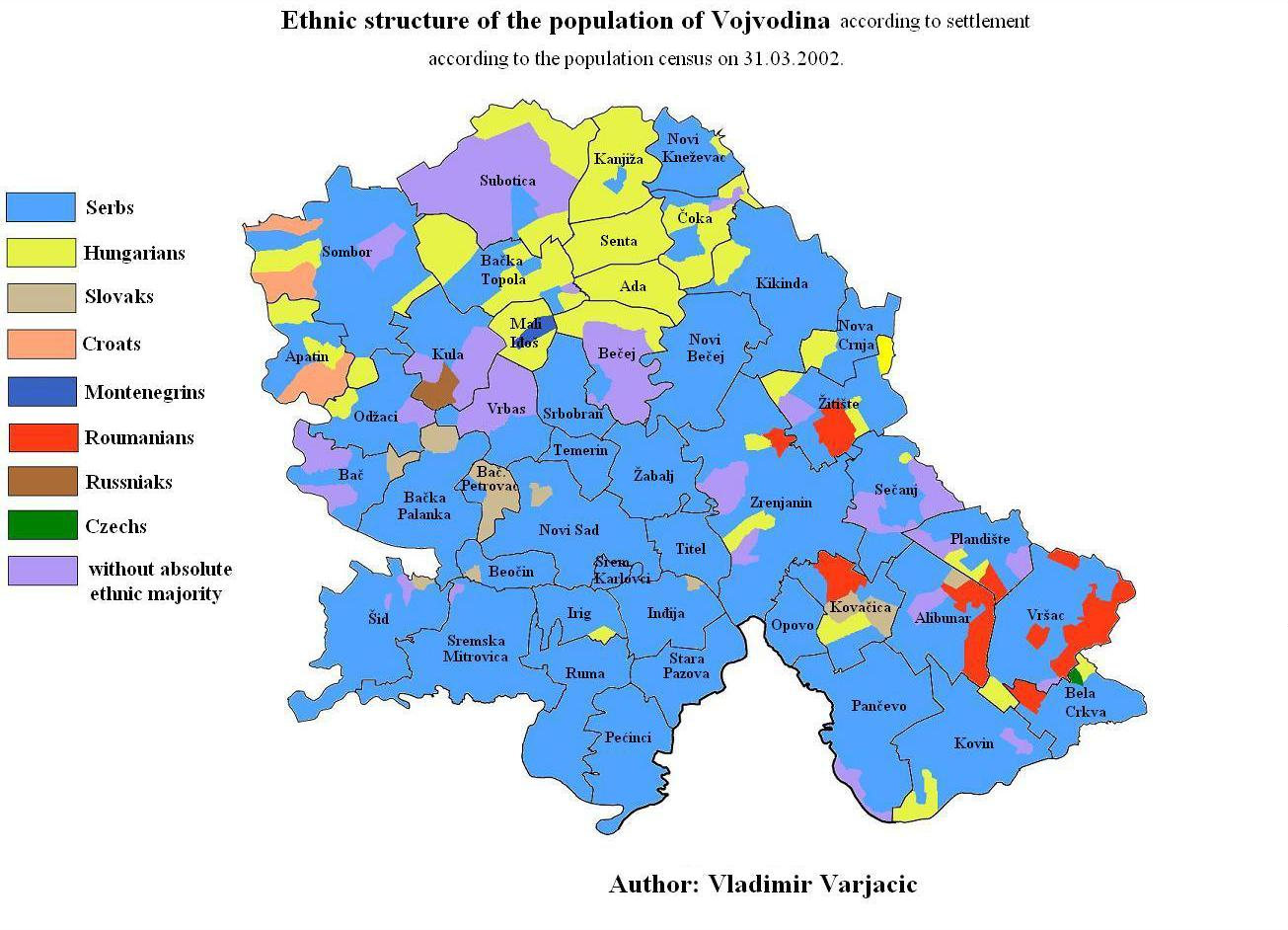
Етнічний склад Воєводини червоним кольором відображено райони з румунською етнічною більшістю

### Правовий статус
Стаття 10 Конституції Республіки Сербія (2006 р.) передбачає, що в Республіці Сербія офіційно використовується сербська мова та кириличне письмо. Крім того, положення статті 10 визначає, що в регіонах Республіки Сербія, де проживають національні меншини, у встановленому законом порядку також офіційно використовуються їх власні мови та письмо.
Стаття 6 Статуту автономної провінції Воєводина (опублікована в «Офіційному віснику АПВ») визначає, що разом із сербохорватською мовою та кириличним письмом, а також латинським письмом, передбаченими законом, угорська, словацька, румунська та русинська мови та їх писемність, а також мови та письма інших національностей одночасно офіційно використовуються в роботі органів Автономного краю Воєводина в порядку, встановленому законом. Органами автономної провінції Воєводина є: Асамблея, Виконавча рада та провінційні адміністративні органи.
Національна рада румунської національної меншини має відділ, який займається аналізом та популяризацією офіційного використання румунської мови.
Серед іншого, рішення та закони, ухвалені Асамблеєю Автономного краю Воєводина, бюлетені та публікації Асамблеї та Виконавчої ради, а також інші акти провінційного інтересу, видані органами влади Республіки Сербія, мають бути перекладені на румунська. Також на сесії Асамблеї здійснюється синхронний переклад румунською мовою. Провінційний секретаріат з питань регулювання, управління та національних меншин через свої відділи та відділи збирає та аналізує дані щодо здійснення прав національних меншин у сфері культури, освіти, інформації, офіційного використання мов та алфавіту. а також стежить за впорядкованістю законів, які це обумовлюють. Секретаріат також готує матеріали, які публікуються в «Офіційному віснику Автономного краю Воєводина», сербською мовою та мовами національних меншин, які є в офіційному вжитку в Автономному краї Воєводини.  Провінційний секретаріат з питань регулювання, управління та національних меншин також надсилає румунських судових перекладачів до окружних судів у Нови-Саді та Панчево.
На місцевому рівні румунська мова та письмо офіційно використовуються у 8 муніципалітетах: Алібунар, Бела Церква, Житиште, Зренянин, Ковачіца, Ковін, Пландіште та Сечань . У муніципалітеті Вршац румунська мова також є офіційною в селах з етнічною румунською більшістю: Воєводинці (румунською: Voivodiț), Марковац (румунською: Marcovăț), Стража (румунською: Straja), Малі Жам (румунською: Jamu Mic), Мало Середище. (румун. Srediștea Mică), Месіч (румун. Mesici), Ябланка (румун. Jablanka), Сочица (румун. Sălcița), Рітішево (румун. Râtișor), Орешац (румун.: Oreșaț) і Куштиль (румун.: Coșteiț).
Громадська організація «Муніципальний парламент «вільне» місто Вршац» (румун. Parlamentul orășenesc orașul «liber» Vârșeț) розпочала проєкт, спрямований на заохочення публічного використання румунської мови як офіційної. Кампанія включена в програму «Права меншин на практиці в Південно-Східній Європі», яку спільно ініціювали Фонд Короля Бодуена, Фонд Відкритого Суспільства Белград, Фонд Чарльза Стюарта Мотта та Громадські ініціативи.
Під час останнього перепису населення 2002 року, проведеного в Сербії, 1,45% громадян Воєводини оголосили румунську мову своєю рідною (ледве 0,1% романофонних у світі).

### У релігійній освіті та службі

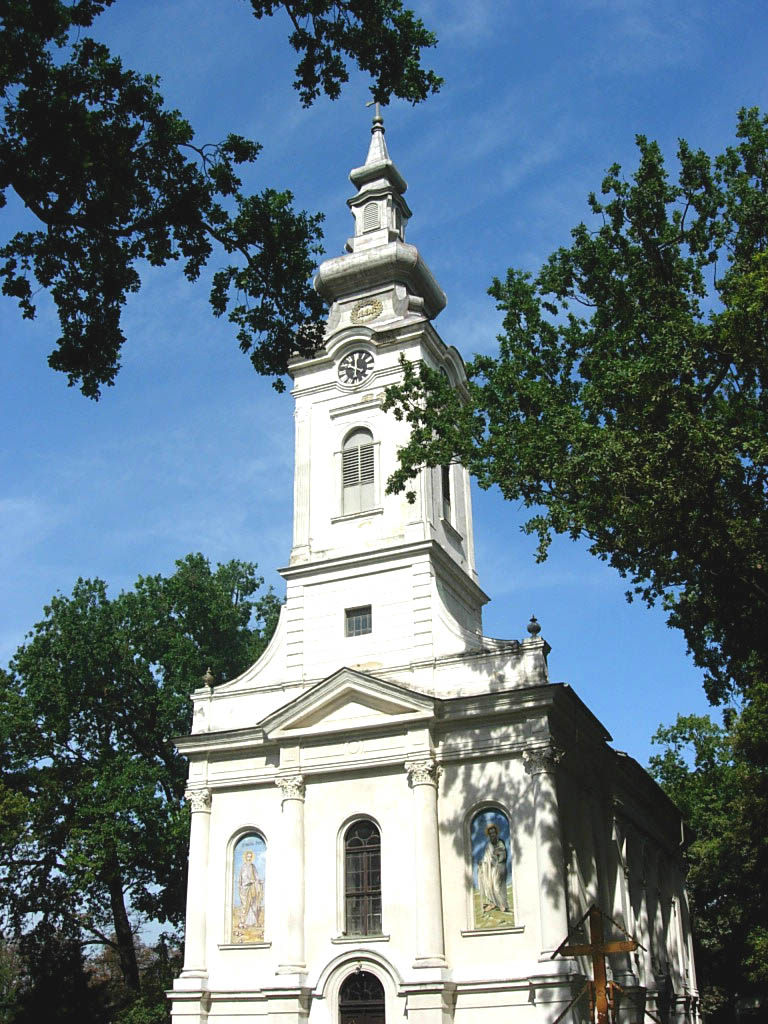
Церква у Воєводині, де богослужіння відправляється румунською мовою (Алібунар).

У Воєводині є 40 румунських історичних парафій із 42 священиками під юрисдикцією Румунської православної єпархії «Дакія Фелікс» із розташованою у Вршаці та очолюваною Данілом Партошанулом, вікарним єпископом Тімішоарської архієпархії.
Починаючи з 2006 року, релігія румунською мовою викладається в державних школах Сербії. Для учнів, які відвідують релігію, румунською мовою видано два нових підручники для першого та другого класів. Підручники були затверджені Комісією Уряду Республіки Сербія з релігійної освіти в початкових і середніх школах.

### Мистецтво
15 листопада 2003 року через майже 50 років було відновлено професійний румунський театр, який ставить вистави румунською мовою для румуномовних громад. Театр знаходиться у Вршаці, на сцені Національного театру «Стерія».
Література румунською мовою представлена в Банаті, починаючи від Віктора Влада Деламаріна і закінчуючи нинішніми письменниками. Внесок воєводинських письменників є значним у творах, опублікованих у всьому Банаті, через таких авторів, як Василе Барбу, президент літературно-мистецького товариства « Тібіск » в Уздіні, Павло Гатаянту, Ана Нікуліна Урсулеску, Вірджинія Поповічі, Славко Альмаджан та Марина Пуя Бедеску . Є державне видавництво, а саме Libertatea . «Casa de Presă şi Editură Libertatea » щороку публікує 20 назв. Для 45-го видання Белградського книжкового ярмарку видавництво підготувало компакт-диск з дев'ятьма найуспішнішими назвами під гаслом «3000 сторінок третього тисячоліття» ( рум. 3.000 de pagini pentru mileniul trei   ). Крім того, у Воєводині є й інші видавництва, як, наприклад, «Editura Fundaţiei».

### Освіта
У Воєводині є 37 навчальних закладів, які використовують румунську як мову навчання, у тому числі дві середні школи.  145 румунських студентів з Воєводини та долини Тимок взяли участь у співбесіді для отримання стипендії в румунських середніх школах та університетах на 2005–2006 навчальний рік.  Що стосується післясередньої освіти, то у Вршаці є педагогічна школа, а також кафедра румунської мови в Університеті Нового Саду . Шкільні програми складаються румунською мовою від дитячого садка до середньої школи; є також Інститут, де готуються підручники румунської мови.  Є чотири школи, які викладають виключно румунською мовою, у місцях з етнічною румунською більшістю: Гребенац (румунською: Grebenaţ), Ніколінці (румунською: Nicolinţ), Куштиль (румунською: Coştei) та Локве (румунською: Sân-Mihai).

### ЗМІ

Інтернет-присутність румунського тижневика «Libertatea».

Автономна провінція Воєводина сприяє публічному інформуванню громадян румунською мовою, відповідно до Статуту АПВ, стаття 15. Уряд частково фінансує щоденні та щотижневі газети мовами національних меншин, зокрема румунський тижневик Libertatea (Панчево). Інші румунські видання включають Tinereţea (випущена групою Libertatea) та Cuvântul Românesc (Вршац). Радіо Нови-Сад  і TV Novi Sad мають рубрики румунською мовою, які транслюють румунську програму 6 годин на день по радіо і від півтори години по телебаченню щодня. BBC Romanian передає радіо FAR в Алібунарі на FM. Також Воєводина отримує канал 1 (În direct, Румуні ) Radio România Internaţional (24/24) та румунської національної телевізійної станції TVR1. Крім того, інші румунськомовні канали можна приймати через послугу DTH, яку пропонує сербська дочірня компанія румунської телекомунікаційної компанії RCS & RDS (Digi TV), а саме: Antena 1, Minimax Romania, Jetix, UTV, DDTV, OTV, Discovery Civilization, Discovery Science, Discovery Travel & Living, Animal Planet, Animax, Zone Reality, National Geographic Channel, Eurosport, Viasat History і Viasat Explorer в базовому пакеті, а також Pro TV Internaţional, Antena 3, Realitate TVS Oradea, TVS Craiova, Etno TV, Favorit TV, Taraf TV у спеціальному румунському пакеті.
У 2006 році була запущена цілодобова румуномовна радіостанція Victoria. Вона веде мовлення в інформаційних, музичних та культурних форматах 96.1 FM, будучи єдиним румуномовним радіо меншості в Сербії, яке веде мовлення 24/7. Також радіостанцію можна слухати через Інтернет.

## Тимощина

### Статус

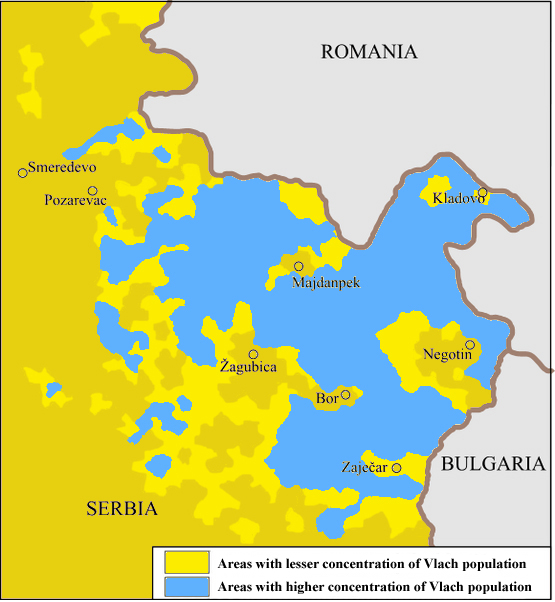
Карта румуномовних влахів долини Тимок

На відміну від Воєводини, румунська мова має набагато менше прав на Тимощині, де живуть сербські волохи. Хоча є суперечки щодо того, чи справді мова влахів румунська та limba vlaha («Власька мова»), багато авторів вважають, що волохи Сербії розмовляють румунською.
Сербська статистика перераховує влахську та румунську мови окремо в залежності від того, що люди заявили під час перепису. Це, однак, не означає, що уряд Сербії має офіційну позицію щодо того, чи є власька та румунська мовами. ISO не присвоїв йому окремий код мови стандарту ISO 639. За переписом населення 2002 року 40 054 людини в Сербії оголосили себе етнічними влахами, а 54 818 осіб оголосили себе носієм власької мови.
Тимоцька румунська мова не має офіційного статусу і не стандартизована. Таким чином, деякі члени громади Тимоцьких влахів просять офіційного використання стандартної румунської мови на територіях, населених влахами, принаймні до стандартизації для них нібито «власької мови».
Згідно з деякими джерелами в ЗМІ, Сербія визнала «румунську» рідною для власької громади актом затвердження Національної ради власької (румунської) національної меншини у серпні 2007 року; організація зазначила румунську як рідну мову громади у своєму статуті.

### Мовна характеристика
Його два основних варіанти, «Ungurean» і «Țăran», є підпорядкованими формами румунських різновидів, на яких розмовляють у Банаті та Олтенії відповідно.
Промовці були ізольовані від Румунії, і їхнє мовлення не встигало за неологізмами (щодо деяких абстрактних понять, а також технологічних, політичних і наукових понять), запозичених румунськими на іншому березі Дунаю з французької та італійської та як такі, замість них вони використовували сербські аналоги, оскільки сербська була мовою освіти протягом майже двох століть.

### ЗМІ
Радіо Zaječar і Radio Pomoravlje  Archived транслюють програми влаською мовою.